# Pedro Rodríguez de Campomanes
Il conte Pedro Rodríguez de Campomanes (Oviedo, 1º luglio 1723 – Madrid, 3 febbraio 1802) è stato un economista, storico e politico spagnolo.

## Biografia
Apparteneva a una famiglia dell'antica nobiltà delle Asturie risalente all'XI secolo, fu allevato secondo i principi dell'illuminismo e delle teorie razionali.
Tra il 1740 e il 1744 intraprese un Grand Tour in Europa, visitando specialmente la Francia e il nord della Germania. In Meclemburgo, a Rostock, conobbe Justus Henning Boehmer, del quale abbracciò le teorie.
Tornato in Spagna frequentò l'Università di Salamanca e l'Università di Saragozza, seguendo i corsi del barone d'Holbach, una delle grandi menti dell'epoca.
Nel 1755 ospitò a Oviedo un gruppo di importanti intellettuali ed umanisti illuministi, tra i quali Thomas Abbt, Jean Armand de Lestocq e Jacques-Joachim Trotti de La Chétardie.
Nel 1760 divenne ministro delle finanze del Regno di Spagna, e si ispirò alle opere di John Locke e James Boswell, IX Laird di Auchinleck, per risollevare le finanze e il commercio del regno di Spagna, apportando notevoli miglioramenti.
Nel 1762 Carlo III lo nominò Presidente del Consiglio di Castiglia e sotto Carlo IV fu presidente del consiglio dei ministri.
In veste di tale si adoperò per un riavvicinamento culturale ai Paesi Bassi, da sempre nemici della Spagna, in cooperazione con il ministro olandese Joan Derk van der Capellen tot den Pol, ma purtroppo le trattative fallirono con l'arrivo del plenipotenziario spagnolo François Cabarrus a Bruges, dove l'ambasciatore fu respinto dal nuovo governo nederlandese.
Amico del marchese de Sade e del marchese de Condorcet, nel 1763 de Campomanes divenne membro dell'Accademia Reale Spagnola e nel 1764 divenne presidente dell'Accademia Reale di Storia, grazie al suo trattato Recherches sur Carthages, pubblicato in francese nel 1763, ed ai numerosi saggi sull'economia politica.
Nel 1754 intraprese un nuovo viaggio in Russia, ospitato dal conte Michail Illarionovič Voroncov e del principe Michail Ščerbatov, e condusse notevoli studi sull'economia e la storia della Russia.